# Klaus Wilmsmeyer
Klaus Wilmsmeyer (Mississauga, 4 dicembre 1967) è un ex giocatore di football americano canadese che ha giocato nel ruolo di punter nella National Football League (NFL). Fu scelto nel corso del 12º giro (311º assoluto) del Draft NFL 1992 dai Tampa Bay Buccaneers. Al college ha giocato a football all’Università di Louisville.

## Carriera professionistica
Wilmsmeyer fu scelto nel corso del dodicesimo giro del draft 1992 dai Tampa Bay Buccaneers. Fu presto svincolato e passò ai San Francisco 49ers, rimanendo con la franchigia della California per tre stagioni e vincendo il Super Bowl XXIX nel 1994 battendo i San Diego Chargers 49-26. Nel 1995 passò ai New Orleans Saints dove rimase anche la stagione successiva. Dopo un anno di inattività concluse la carriera nel 1998 giocando per una stagione con i Miami Dolphins.

## Palmarès

### Franchigia
- Super Bowl : 1

San Francisco 49ers: XXIX

### Individuale
- PFWA All-Rookie Team - 1992

## Statistiche
| Partite totali          | 95     |
| Punt calciati           | 398    |
| Yard guadagnate su punt | 16.336 |
| Media per punt          | 41,0   |